# Iberostar
Iberostar (kat. Iberostar Estadi; špa. Iberostar Estadio) je višenamjenski stadion koji se nalazi u Palma de Mallorci, gradu i luci na istoimenom balearskom otoku Mallorci te je dom nogometnom klubu RCD Mallorca. 

## Povijest
Stadion je izgrađen zbog potreba ljetne Univerzijade 1999. kojoj je grad Mallorca bio domaćin. Smješten je na sjevero-zapadu grada na području industrijske zone Can Valero in Palma a cijena njegove izgradnje iznosila je 35 milijuna eura. Njegov glavni arhitekt bio je Guillem Reynés koji je uskoro postao novim predsjednikom kluba. Službeno je otvoren 3. srpnja 1999. prilikom svečane ceremonije otvaranja Univerzijade a tada se zvao Son Moix.
Nogometni klub RCD Mallorca potpisao je 15. prosinca 1997. ugovor prema kojem je postao ekskluzivni korisnik stadiona u sljedećih pedeset godina. Time je Iberostar zamijenio stariji Estadio Lluís Sitjar.
Prva nogometna utakmica na njemu odigrana je 20. kolovoza 1999. u prvenstvenom susretu protiv Real Madrida. Unatoč euforiji i vodstvu, Mallorca je izgubila pred sam kraj utakmice golovima Morientesa i Raúla. Novi i moderni nogometni stadion ubrzo je privukao pažnju Furije koja je ondje odigrala prijateljsku utakmicu protiv Njemačke a kasnije i dva kvalifikacijska susreta.
Tijekom 2004. godine, klub i grad su potpisali ugovor sa španjolskom telekomunikacijskom tvrtkom ONO o ustupljivanju prava na naziv stadiona koji je kasnije preimenovan u ONO Estadi, a taj sponzorski naziv nosio je do 2010. U kolovozu iste godine prava na ime je kupio hotelski lanac Iberostar po kojem stadion danas nosi ime.

## Odigrane nogometne utakmice na stadionu
| 12. veljače 2003. ??:??    |     |           | |
| Španjolska                 | 3:1 | Njemačka  | Iberostar, Palma de Mallorca Utakmica: prijateljska utakmica Gledatelja: 20.000 Sudac: Mike Riley (Engleska) |
| Raúl 31', 76' (p) Guti 83' |     | Bobič 38' | Iberostar, Palma de Mallorca Utakmica: prijateljska utakmica Gledatelja: 20.000 Sudac: Mike Riley (Engleska) |

| 28. ožujka 2007. 22:00 |     |        | |
| Španjolska             | 1:0 | Island | Iberostar, Palma de Mallorca Utakmica: kvalifikacije za EURO 2008 Gledatelja: 20.000 Sudac: Laurent Duhamel (Francuska) |
| Iniesta 80'            |     |        | Iberostar, Palma de Mallorca Utakmica: kvalifikacije za EURO 2008 Gledatelja: 20.000 Sudac: Laurent Duhamel (Francuska) |

| 11. listopada 2013. 22:00 |     |                | |
| Španjolska                | 2:1 | Bjelorusija    | Iberostar, Palma de Mallorca Utakmica: kvalifikacije za SP u Brazilu 2014. Gledatelja: 22.900 Sudac: Bas Nijhuis (Nizozemska) |
| Xavi 61' Negredo 78'      |     | Kornilenko 89' | Iberostar, Palma de Mallorca Utakmica: kvalifikacije za SP u Brazilu 2014. Gledatelja: 22.900 Sudac: Bas Nijhuis (Nizozemska) |

## Vanjske poveznice
- Palma – Iberostar Estadio / Son Moix  Arhivirana inačica izvorne stranice od 31. ožujka 2016. (Wayback Machine)